# 少年事件處理法
《少年事件處理法》，為中華民國刑法及刑事訴訟法之特別法，規定有關少年保護事件及少年刑事案件的處理程序及處遇政策。

## 少年的定義
通常成年人犯法即適用刑事訴訟法程序，而12歲以上未滿18歲的少年若有觸法行為，則適用有關少年事件處理法之規定。
依照少年事件處理法第3條規定，少年觸犯刑罰法律之行為，以及少年依其性格及環境，有觸犯刑罰法令之虞者，皆由少年法院處理。